# محمود فرجامی
محمود فرجامی (زادهٔ ۴ خرداد ۱۳۵۶ در مشهد)، طنزپرداز، روزنامه‌نگار، مترجم و نویسندهٔ ایرانی است. او دارای تحصیلات کارشناسی ارشد رشتهٔ حکمت و فلسفه اسلامی از دانشگاه آزاد تهران و دکترای روزنامه‌نگاری از دانشگاه علوم مالزی است. محمود فرجامی از سال ۱۳۸۳ به طنزنویسی‌های سیاسی و اجتماعی مشغول بوده است و ازجمله به دلیل ترجمهٔ کتاب بیشعوری شناخته می‌شود.

## زندگی
محمود فرجامی در سال ۱۳۵۷ در مشهد زاده شد. در مقطع کارشناسی رشتهٔ کامپیوتر از دانشگاه آزاد مشهد و کارشناسی ارشد رشتهٔ حکمت و فلسفه اسلامی از دانشگاه آزاد تهران فارغ‌التحصیل شد. وی دانش‌آموختهٔ ارتباطات (گرایش روزنامه‌نگاری) در مقطع دکترا از دانشگاه علوم مالزی است. پایان‌نامه دکتری او دربارهٔ انگیزه‌های تولید طنز سیاسی در ایران است و در آن از مصاحبه‌های اختصاصی با هادی خرسندی، سید ابراهیم نبوی، رؤیا صدر، ابوالفضل زرویی نصرآباد، فیروزه مظفری، مانا نیستانی، پوریا عالمی، هادی حیدری و ف. م. سخن به عنوان منبع اصلی اطلاعات استفاده شده است. فرجامی در سال ۲۰۱۲ به عنوان دانشجوی برجستهٔ دکترا از انجمن بین‌الملی مطالعات طنز جایزه دریافت کرده است. وی از سال ۱۳۸۹ از ایران خارج شد و در اسلو نروژ زندگی می‌کند.

## فعالیت‌ها
محمود فرجامی طنزنویسی را با نوشتن طنز سیاسی و با نام مستعار «م. ف.» در وبگاه بازتاب آغاز کرد و از سال ۱۳۸۳ تاکنون با وبگاه‌های گویانیوز، فرارو، عصرایران، رادیو زمانه، تهران‌ریویو، ندای سبز آزادی، روزنامهٔ تهران امروز و مجلهٔ تابلو به عنوان طنزنویس سیاسی و اجتماعی همکاری داشته است. وی همچنین از نویسندگان بخش «ناظران می‌گویند…» وبگاه بی‌بی‌سی فارسی است و علاوه بر یادداشت‌هایی که دربارهٔ طنز در این وبگاه منتشر کرده، بارها به عنوان مهمان در برنامه پرگار نیز حاضر شده است. محمود فرجامی از سال ۱۳۸۴ عضو فدراسیون جهانی روزنامه‌نگاران (IFJ) است و علاوه بر نوشته‌ها به زبان فارسی، کتاب‌ها، طنزنوشته‌ها و مقالاتی نیز به زبان انگلیسی دارد که از میان آنها می‌توان به معرفی کتاب دوزخرفات نوشتهٔ سروش پاکزاد اشاره کرد.
در سال ۱۳۸۷، محمود فرجامی کتاب «Asshole No More» را با عنوان بیشعوری به فارسی برگرداند. در پی عدم مجوز از سوی وزارت ارشاد ایران، فرجامی نسخهٔ پی‌دی‌اف این کتاب را به صورت رایگان منتشر کرد که به سرعت مورد استقبال فارسی‌زبانان قرار گرفت. کتاب بیشعوری در سال ۱۳۹۳ و پس از پنج سال انتظار به دلیل عدم دریافت مجوز نشر، به‌طور رسمی در ایران منتشر و به سرعت به یک کتاب پرفروش تبدیل شد؛ به طوری که هشت ماه پس از چاپ نخست، به چاپ بیستم و آستانهٔ تیراژ پنجاه هزار جلدی رسید. این کتاب در تهران توسط نشر روزنه، در کابل توسط نشر زریاب و در لندن توسط نشر اچ اند اس مدیا نیز به‌طور جداگانه به چاپ رسیده است.
در سال ۱۳۹۶، مترجم کتاب با انتشار ویدئویی در کانال یوتیوبی خود به ماجرای نشر این کتاب در ایران پرداخت. وی بیان کرد که چه تعداد از ناشران متخلف پس از استقبال استثنایی خوانندگان از کتاب بیشعوری، به‌طور هم‌زمان به چاپ و انتشار نسخه‌هایی از آن پرداختند. او همچنین خاطرنشان کرد که «حق انحصاری» ترجمه و فروش کتاب بیشعوری را از ناشر و نویسنده خریده و انتشار هر ترجمهٔ دیگری از آن غیرقانونی است. فرجامی همچنین سردبیری شماره ۲۴ ماهنامه طنز سه‌نقطه را در تیرماه ۱۴۰۰، با عنوان «استندآپ‌کمدی چیست؟ استندآپ‌کمدی چی نیست؟» بر عهده داشته است.

### اجراهای کمدی
به گفتهٔ خود وی، او نخستین کسی است که در داخل ایران تحت عنوان استندآپ کمدی به شیوهٔ امروزی به صحنه رفته است. او در عرصهٔ کمدی نیز علاوه بر اجرای استندآپ‌کمدی‌هایی در داخل و خارج از ایران، تا سال ۲۰۱۷ بیش از دویست اجرای طنزآمیز ویدئویی در کانال طنز «خوراسانیان» خود منتشر کرده است.

## آثار

### نوشته‌ها
- ۱۳۸۸: راننده تاکسی، نشر نی، تهران؛ اچ اند اس مدیا، لندن (۲۰۱۱)
- ۱۳۹۲: قصه‌های خوب برای گنده‌های خوب، نشر حوض نقره، تهران
- ۱۳۹۳: فرهنگ واژگان خوب برای دانشجویان خوب، نشر تیسا، تهران
- ۱۳۹۴: بیشعوران، نشر تیسا، تهران
- ۱۳۹۵: قصه قسمت، نشر تیسا، تهران؛ اچ اند اس مدیا، لندن (۲۰۱۲)
- ۲۰۱۶: خنده و خاموشی، گزیده ده سال طنزنوشته‌های سیاسی و اجتماعی، جلد یکم (۱۳۸۳–۱۳۸۹)، اچ اند اس مدیا، لندن
- ۲۰۱۶: ضدفراموشی، گزیده ده سال طنزنوشته‌های سیاسی و اجتماعی، جلد دوم (۱۳۸۹–۱۳۹۳)، اچ اند اس مدیا، لندن
- ۱۳۹۸: کتابِهُما، نشر روزنه، تهران

### برگردان‌ها
- ۱۴۰۰: مجرمِ مادرزاد، ترور نوآ، ترجمه مشترک با فرزانه احمدی، نشر روزنه، تهران
- ۱۳۹۲: فلسفه طنز، جان موریل، ترجمه مشترک با دانیال جعفری، نشر نی، تهران
- ۱۳۹۳: بیشعوری، خاویر کرمنت، نشر تیسا، تهران
- ۱۳۹۷: درآمدی به طنزپژوهی، گردآوری و ترجمه مشترک با گروهی از هنرجویان، نشر تیسا، تهران
- ۱۳۹۷: چنین کنند جانوران، ویل کاپی، ترجمه مشترک با فرزانه احمدی، نشر روزنه، تهران
- ۱۳۹۷: دست چپم داره منو می‌کُشه، بازیابی سخنان محکومان به اعدام دقایقی پیش از مرگ، از وزارت دادگستری ایالات متحده آمریکا، ترجمه مشترک با فرزانه احمدی، نشر روزنه، تهران